# Walter Ewing
Walter Hamilton Ewing (Montreal, Quebec, 11 de febrer de 1878 – ibíd., 25 de juny de 1945) va ser un tirador quebequès que va competir a començaments del segle xx.
El 1908 va prendre part en els Jocs Olímpics de Londres, on guanyà una medalla d'or en la prova de Fossa olímpica individual i una de plata en fossa olímpica per equips.